# 우쭝셴 (1971년)
우쭝셴(중국어 정체자: 吳宗憲, 병음: Wú Zōngxiàn, 한자음: 오종헌, 1971년 9월 27일 ~ )은 타이완의 정치인이다. 2024년 비례대표의 입법위원으로 당선된다.